# 소말릴란드국

위치.

소말릴란드국의 국기

소말릴란드국(State of Somaliland)은 영국령 소말릴란드가 독립한 5일간 존속한 국가이다. 소말리아 신탁통치령(옛 이탈리아령 소말릴란드)의 독립과 함께 소말리 공화국(오늘날의 소말리아)로 통일되면서 소멸되었다.
현재 소말릴란드로 재독립하였으나 인정받지 못한다.